# Vochysia pyramidalis
Vochysia pyramidalis är en tvåhjärtbladig växtart som beskrevs av Carl Friedrich Philipp von Martius. Vochysia pyramidalis ingår i släktet Vochysia och familjen Vochysiaceae. Inga underarter finns listade i Catalogue of Life.